# Liste des attentats islamistes meurtriers au Royaume-Uni
Pour un article plus général, voir Liste des attentats islamistes meurtriers en Europe.
 (juin 2025).
Si vous disposez d'ouvrages ou d'articles de référence ou si vous connaissez des sites web de qualité traitant du thème abordé ici, merci de compléter l'article en donnant les références utiles à sa vérifiabilité et en les liant à la section « Notes et références ».
Cette page recense la liste des attentats islamistes qui ont eu lieu au Royaume-Uni et qui ont fait au moins 1 mort.

## Attentats islamistes meurtriers

### Années 2000-2009
- L'attentat du 7 juillet 2005 à Londres est le plus meurtrier de toute l'histoire du terrorisme au Royaume-Uni (52 victimes).

| Date           | Ville   | Lieu(x)                              | Nombre de morts | Organisation terroriste | Victimes | Article détaillé                       |  |
| -------------- | ------- | ------------------------------------ | --------------- | ----------------------- | -------- | -------------------------------------- |  |
| 7 juillet 2005 | Londres | Trois station de métro et un autobus | 52              | Al-Qaïda                |          | Attentats de Londres du 7 juillet 2005 |  |
| Total          | Total   | Total                                | 52              |                         |          |                                        |  |

### Années 2010-2019
| Date             | Ville      | Lieu(x)                                      | Nombre de morts | Organisation terroriste | Victimes                                                                 | Article détaillé                       |  |
| ---------------- | ---------- | -------------------------------------------- | --------------- | ----------------------- | ------------------------------------------------------------------------ | -------------------------------------- |  |
| 22 mai 2013      | Londres    |                                              | 1               |                         | - Lee Rigby                                                              | Meurtre de Lee Rigby                   |  |
| 22 mars 2017     | Londres    | Pont de Westminster et Palais de Westminster | 5               | État islamique          | - 3 britanniques - 1 américains - 1 roumains                             | Attentat de Westminster                |  |
| 22 mai 2017      | Manchester | Manchester Arena                             | 22              | État islamique          | - 20 britanniques - 2 polonais                                           | Attentat de la Manchester Arena        |  |
| 3 juin 2017      | Londres    | Pont de Londres et Borough Market            | 8               | État islamique          | - 3 français - 2 australiens - 1 britanniques - 1 espagnol - 1 canadiens | Attentat du 3 juin 2017 à Londres      |  |
| 29 novembre 2019 | Londres    | Pont de Londres                              | 2               | État islamique          | - 2 civils                                                               | Attentat du 29 novembre 2019 à Londres |  |
| Total            | Total      | Total                                        | 38              |                         |                                                                          |                                        |  |

### Année 2020-
| Date            | Ville        | Lieu(x)                    | Nombre de morts | Organisation terroriste  | Victimes      | Article détaillé                                   |  |
| --------------- | ------------ | -------------------------- | --------------- | ------------------------ | ------------- | -------------------------------------------------- |  |
| 20 juin 2020    | Reading      | Forbury gardens            | 3               |                          | - 3 civils    | Attaque du 20 juin 2020 à Reading                  |  |
| 15 octobre 2021 | Leigh-on-Sea | Église méthodiste Belfairs | 1               | État islamique (inspiré) | - David Amess | Meurtre de David Amess                             |  |
| 15 octobre 2023 | Hartlepool   |                            | 1               |                          | - Un civil.   | Attaque au couteau du 15 octobre 2023 à Hartlepool |  |
| Total           | Total        | Total                      | 5               |                          |               |                                                    |  |

## Attentats islamistes avec uniquement des blessés

### Années 2000-2009
| 30 juin 2007 | Glasgow | Aéroport international de Glasgow | 5 |  | Attentat de l'aéroport international de Glasgow |  |  |
| Total        | Total   | Total                             | 5 |  |                                                 |  |  |

### Années 2010-2019
| 14 mai 2010       | Londres    | Beckton                     | 1  |                | [ 1 ]                                      |  |  |
| 25 août 2017      | Londres    | Palais de Buckingham        | 3  |                | [ 2 ]                                      |  |  |
| 15 septembre 2017 | Londres    | Parsons Green               | 30 | État islamique | Attentat du métro Parsons Green            |  |  |
| 31 décembre 2018  | Manchester | Gare de Manchester Victoria | 3  | État islamique | Attentat à la Gare de Manchester Victoria. |  |  |
| Total             | Total      | Total                       | 37 |                |                                            |  |  |

### Années 2020-
| 9 janvier 2020 | March   | HM Prison Whitemoor | 5 |                | [ 4 ]                               |  |  |
| 2 février 2020 | Londres |                     | 3 | État islamique | Attaque du 2 février 2020 à Londres |  |  |
| Total          | Total   | Total               | 8 |                |                                     |  |  |